# Starzenie się osadu
Starzenie się osadu – proces zmiany właściwości osadu wraz z upływem czasu. Szybkość starzenia można przyspieszyć poprzez ogrzewanie osadu z roztworem wyjściowym. W wyniku starzenia następuje zwiększenie rozmiarów cząstek osadu, co ułatwia jego sedymentację i sączenie.